# Madeleine Bodo Essissima
Madeleine Bodo Essissima (29 de abril de 1992) é uma voleibolista camaronesa. 

## Carreira
Madeleine Bodo Essissima em 2016, representou a Seleção Camaronesa de Voleibol Feminino nos Jogos Olímpicos de Verão no Rio de Janeiro, que foi 12º colocada.